# Takeru Satō
Takeru Satō (佐藤 健?, Satō Takeru; Tokyo, 21 marzo 1989) è un attore e cantante giapponese.
È meglio conosciuto per il suo ruolo da protagonista come Ryotaro Nogami nel franchise Kamen Rider Den-O e come Kenshin Himura nei film live-action Rurōni Kenshin e nei suoi sequel.

## Biografia
Satoh è nato il 21 marzo 1989 a Iwatsuki-ku, Saitama. Satoh ha lavorato brevemente come attore bambino per tre o quattro anni, apparendo in spot pubblicitari e servizi fotografici per riviste. Dopo essere entrato nelle classi superiori della scuola elementare, ha deciso di non continuare come attore bambino a causa di una "personalità timida". Si è diplomato alla Koshigaya Kita High School di Saitama nel 2007. Nello stesso anno, durante le riprese di Kamen Rider Den-O, gli è stato diagnosticato uno pneumotorace primario dopo essersi lamentato di un dolore al torace sinistro, e da allora si è ripreso.

## Carriera

### 2006-2008: I primi lavori
Satoh è stato scoperto da un agente di Amuse ad Harajuku a Tokyo quando era al liceo e ha fatto il suo debutto nel 2006. Il suo primo dramma è stato Princess Princess D dove ha interpretato il ruolo di Toru Kouno. Nel 2007, ha recitato come guest star in Shinigami no Ballad e ha guadagnato popolarità nel diciassettesimo capitolo della serie Kamen Rider nel ruolo di Ryotaro Nogami. Satoh attribuisce la popolarità di Den-O al suo tempismo comico.

### 2009-2011: La svolta
Dopo il successo e la popolarità di Kamen Rider Den-O e delle sue due ulteriori uscite cinematografiche, nella primavera del 2008, Satoh ha recitato nel pluripremiato dramma della TBS Rookies nel ruolo di Yuya Okada, un membro di un club di baseball del liceo composto da un gruppo di delinquenti. Satoh considera il suo ruolo in Rookies come il suo ruolo di svolta, anche se ha interpretato solo un ruolo secondario, Rookies è stato mostrato in televisione in prima serata ed è stato in grado di raggiungere un pubblico molto più ampio rispetto a qualsiasi dei suoi lavori precedenti.
Satoh ha ripreso il ruolo di Ryotaro (Den-O) nel terzo film di Kamen Rider Den-O nell'ottobre 2008. Ha anche recitato nel dramma Bloody Monday, basato sull'omonimo manga.
Nei due anni successivi, Satoh ha recitato o recitato come guest star in serie televisive come Mei-chan no shitsuji, Mr. Brain, True Horror Stories e MW Dai-0-sho, e in film come Goemon e Beck. Nel 2010, ha interpretato Okada Izō nel suo primo dramma sulla taiga Ryōmaden, e ha ottenuto il suo primo ruolo da protagonista in televisione in prima serata con il dramma adolescenziale Q10.
Il 28 giugno 2011, è stato confermato per interpretare Kenshin Himura in un adattamento cinematografico live action della serie manga Kenshin - Samurai vagabondo.

### 2012-presente: I film diRurouni Kenshine l'espansione della carriera
Uscito nell'agosto 2012, il film ha incassato un totale di 3,01 miliardi di yen al botteghino nazionale. Satoh ha fatto il suo debutto teatrale nel ruolo di Romeo nell'adattamento giapponese del classico shakespeariano Romeo e Giulietta nel maggio 2012.
Il suo progetto successivo, Tonbi, è una serie drammatica basata su un romanzo di Shigematsu Kiyoshi. Ha poi recitato in Real, un film giallo di fantascienza diretto da Kiyoshi Kurosawa, così come in The Liar and His Lover, un film di adattamento live basato sul manga Kanojo wa uso o aishisugiteru.
Nel 2014, Satoh ha interpretato il ruolo di un detective alle prime armi in Bitter Blood di Fuji TV. Ha ripreso il ruolo di Kenshin Himura in due film sequel del franchise live action di Rurouni Kenshin, Rurouni Kenshin: Kyoto Inferno e Rurouni Kenshin: The Legend Ends, entrambi usciti nel 2014. L'autore del manga Rurouni Kenshin Nobuhiro Watsuki ha elogiato la performance di Satoh e lo ha definito l'attore ideale per interpretare Kenshin. Lui, insieme ai co-protagonisti di Rurouni Kenshin Emi Takei, Munetaka Aoki e il regista Keishi Ōtomo, è stato nominato "Ambasciatore dell'amicizia culturale" nelle Filippine dal consiglio comunale di Makati il 7 agosto 2014.
Cavalcando il suo successo cinematografico, ha fatto il suo ritorno in TV con l'acclamata serie TBS Tennō no ryōriban all'inizio del 2015. Ha seguito 3 film della Toho Corporation nel 2015 e nel 2016, tra cui l'adattamento dal vivo del manga Bakuman e l'adattamento della light novel If Cats Disappeared from the World, così come Someone. Il suo ruolo nel film del 2017 The 8-Year Engagement (lett. "La vera storia del miracolo della sposa in 8 anni") gli è valso una nomination come miglior attore al 41° Japan Academy Prize. Nel 2018 ha recitato in due serie televisive pluripremiate: NHK Asadora Hanbun, Aoi e la serie TBS Blues of Stepmother and Daughter. Nello stesso anno ha ripreso il ruolo di Ryotaro Nogami nell'ultimo film di Kamen Rider del periodo Heisei.
Nel 2018, è stato annunciato che la serie Rurouni Kenshin avrebbe avuto altri due capitoli, Rurouni Kenshin: The Final e Rurouni Kenshin: The Beginning con Satoh che riprendeva il suo ruolo principale. Le riprese principali si sono concluse nel giugno 2019, mentre i film sono stati proiettati nel 2020.
Nel 2021, Satoh, insieme a One Ok Rock e Ryūnosuke Kamiki ha lasciato Amuse, Inc. e ha fondato una nuova agenzia con il co-attore, Ryunosuke Kamiki, chiamata "Co-LaVo". Dal 14 dicembre 2021 è anche un membro non ufficiale dei Superquattro nel Gioco di carte collezionabili Pokémon.

### Vita privata
Takeru ha una sorella minore. I suoi genitori divorziarono quando era alle scuole medie. Ha giocato a baseball durante gli anni delle scuole elementari e medie, ed è cintura nera di Shorinji Kempo. 

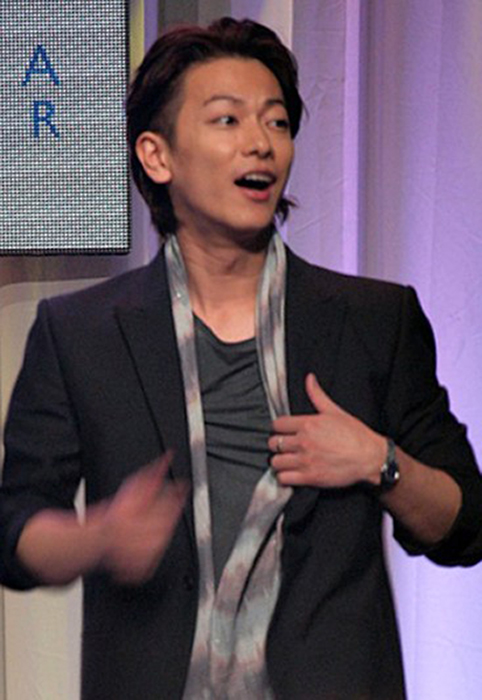
Takeru alla conferenza stampa su Rurouni Kenshin a Manila nell'agosto 2014.

## Filmografia

### Cinema
- Goemon, regia di Kazuaki Kiriya (2009)
- Rookies, regia di Yûichirô Hirakawa (2009)
- TRICK The Movie: Psychic Battle Royale, regia di Tsutsumi Yukihiko (2010)
- BECK, regia di Yukihiko Tsutsumi (2010)
- Rurouni Kenshin, regia di Keishi Ōtomo (2012)
- Real, regia di Kiyoshi Kurosawa (2013)
- Kanojo wa uso o aishisugiteru, regia di Norihiro Koizumi (2013)
- Rurouni Kenshin: Kyoto Inferno, regia di Keishi Ōtomo (2014)
- Rurouni Kenshin: The Legend Ends, regia di Keishi Ōtomo (2014)
- Bakuman, regia di Hitoshi Ōne (2015)
- Samurai Marathon - I sicari dello shogun, regia di Bernard Rose (2019)
- Rurouni Kenshin: The Final, regia di Keishi Ōtomo (2021)
- Rurouni Kenshin: The Beginning, regia di Keishi Ōtomo (2021)
- In the Wake, regia di Takahisa Zeze (2021)
- April Come She Will, regia di Yamada Tomokazu (2024)
- Cells at Work!, regia di Hideki Takeuchi (2024)

### Televisione
- Princess Princess D – serie TV (2006)
- Shinigami no Ballad – serie TV (2007)
- Kamen Rider Den-O – serie TV (2007)
- Kamen Rider Den-O: I'm Born! – serie TV (2007)
- Kamen Rider Den-O & Kiva: Climax Deka – serie TV (2008)
- Saraba Kamen Rider Den-O: Final Countdown – serie TV (2008)
- Rookies – serie TV (2008)
- Bloody Monday – serie TV (2008)
- Mei-chan no shitsuji – serie TV (2009)
- Mr. Brain – serie TV (2009)
- MW Dai-0-sho: Akuma no Game – film TV (2009)
- Hontou ni Atta Kowai Hanashi - Kao no Michi – serie TV (2009)
- Ryōmaden – serie TV (2010)
- Q10 – serie TV (2010)
- Fuyu no Sakura – serie TV (2011)
- Tonbi – serie TV (2011)
- Bitter Blood – serie TV (2014)
- Tennō no ryōriban – serie TV (2015)
- Hanbun, Aoi – serie TV (2018)
- Gibo to musume no blues – serie TV (2018)
- True Horror Stories: 20th-year anniversary special – serie TV (2019)
- Blues of Stepmother and Daughter: New Year Special – serie TV (2020)
- Blues of Stepmother and Daughter: Akira Mugita Side Story – serie TV (2020)
- An Incurable Case of Love – serie TV (2020)
- Blues of Stepmother and Daughter: New Year Special 2022 – serie TV (2022)
- First Love – serie TV (2022)
- Why Didn't I Tell You a Million Times? – serie TV (2023)

### Video promozionali
- Bahashishi, Oasis (オアシス, 2007)
- Bahashishi, Yakusoku (約束, 2007)
- Bahashishi, Kiseki (キセキ, 2008)
- Mayday, non brillate mai (2014)

### Teatro
- 2012: Romeo e Giulietta. Regia: Jonathan Munby, Akasaka ACT Theater, Theatre Brava!; ruolo: Romeo

## Discografia

### Singoli
- Pre-go: Zero (2007)
- Double-Action (2007)
- Perfect-Action: Double-Action Complete Collection (2007)
- Real-Action (2007)
- Double-Action Wing form (2008)

### DVD
- My Color (2008)
- HT (HT 〜N.Y.の中心で、鍋をつつく〜) (2010)
- HT2 (赤道の真下で、鍋をつつく~) (2011)

## Doppiatori italiani
Nelle versioni in italiano nelle opere in cui ha recitato, Takeru Satō è stato doppiato da:
- Ezzedine Ben Nekissa in Rurouni Kenshin: The Final, Rurouni Kenshin: The Beginning
- Renato Novara in Samurai Marathon - I sicari dello shogun
- Jacopo Venturiero in First Love
- Francesco Fabbri in April Come She Will

## Riconoscimenti
- 60th Television Drama Academy Award
  - 2009 - Miglior attore non protagonista per Mei-chan no shitsuji[14]

- 20th Japan Movie Critics Award
  - 2010 - Miglior esordiente maschile per Beck[15]

- 35th Elan d'or Award
  - 2011 - Esordiente dell'anno[15]

- Japan Action Award 2012
  - 2012 - Miglior attore d'azione per Rurouni Kenshin[16]

- 76th Television Drama Academy Award
  - 2013 - Candidatura come miglior attore non protagonista per Tonbi[17]

- 39th Hochi Film Award
  - 2014 - Candidatura come miglior attore per Kanojo wa uso o aishisugiteru, Rurouni Kenshin: Kyoto Inferno e Rurouni Kenshin: The Legend Ends[18]

- Japan Action Award 2015
  - 2015 - Miglior scena d'azione per Rurouni Kenshin: Kyoto Inferno e Rurouni Kenshin: The Legend Ends[19]
  - 2015 - Miglior attore d'azione per Rurouni Kenshin: Kyoto Inferno e Rurouni Kenshin: The Legend Ends[19]

- 9th Asian Film Award
  - 2015 - Candidatura come miglior attore per Rurouni Kenshin: The Legend Ends[20]

- 85th Television Drama Academy Award
  - 2015 - Miglior attore èer Tennō no ryōriban[21]

- 8th Tokyo Drama Award
  - 2015 - Miglior attore per Tennō no ryōriban[21]

- 24th Hashida Award
  - 2016 - Miglior attore per Tennō no ryōriban[22]

- 42nd Broadcasting Culture Fund Award
  - 2016 - Premio individuale per la recitazione per Tennō no ryōriban[23]

- 41st Japan Academy Film Prize
  - 2018 - Candidatura come miglior attore per 8-nengoshi no hanayome: Kiseki no jitsuwa[24]

- Japan Action Award 2018
  - 2018 - Migliore attore d'azione per Ajin - Demi Human[25]

- 98th Television Drama Academy Award
  - 2018 - Miglior attore non protagonista per Hanbun, Aoi[26]

- 13th CONFiDENCE Award Drama Prize
  - 2018 - Miglior attore non protagonista per Hanbun, Aoi e Gibo to musume no blues[27]

- CONFiDENCE Award Drama Prize 2018 Annual Award
  - 2019 - Miglior attore non protagonista per Hanbun, Aoi e Gibo to musume no blues[28]

- 44th Hochi Film Award
  - 2019 - Candidatura come migliore attore per Samurai Marathon - I sicari dello shogun e One Night[29]

- 32nd Nikkan Sports Film Award
  - 2019 - Candidatura come migliore attore per Samurai Marathon - I sicari dello shogun e One Night[30]

- 104th Television Drama Academy Award
  - 2020 - Miglior attore non protagonista per An Incurable Case of Love[31]

- 13th Tokyo Drama Award
  - 2020 - Miglior attore non protagonista per An Incurable Case of Love[32]

- 7th Yahoo! Japan Search Award
  - 2020 - Grand Prix per An Incurable Case of Love[33]
  - 2020 - Persona (attore) per An Incurable Case of Love[33]

- 34th Nikkan Sports Film Award
  - 2021 - Candidatura come miglior attore per Rurouni Kenshin: The Final, Rurouni Kenshin: The Beginning e In the Wake[33]

- 46th Hochi Film Award
  - 2021 - Candidatura come miglior attore per Rurouni Kenshin: The Final, Rurouni Kenshin: The Beginning e In the Wake[33]

- 46th Mainichi Film Concours
  - 2022 - Miglior attore per In the Wake[34]

- 64th Blue Ribbon Awards
  - 2022 - Candidatura come miglior attore per Rurouni Kenshin: The Final e In the Wake[35]

- 45th Japan Academy Film Prize
  - 2022 - Candidatura come miglior attore per In the Wake[36]

- Asia Contents Awards & Global OTT Award
  - 2023 - Candidatura come miglior attore protagonista per First Love[37]